# (5033) Mistral
(5033) Mistral (1990 PF) – planetoida z pasa głównego asteroid okrążająca Słońce w ciągu 5 lat w średniej odległości 2,92 j.a. Odkryta 15 sierpnia 1990 roku.